# Belchen (Naturschutzgebiet)
Der Belchen ist ein vom Regierungspräsidium Freiburg am 23. Oktober 1993 durch Verordnung ausgewiesenes Naturschutzgebiet auf dem Gebiet der Gemeinden Münstertal/Schwarzwald im Landkreis Breisgau-Hochschwarzwald sowie Aitern, Böllen, Schönenberg, Wieden und 
Kleines Wiesental im Landkreis Lörrach.
Bereits am 11. Oktober 1949 wurde das Naturschutzgebiet „Belchengipfel und Umgebung“ vom Badischen Ministerium des Kultus und Unterrichts ausgewiesen. Durch die Neuverordnung im Jahr 1993 wurde dieses jedoch aufgelöst. 

## Lage
Das Naturschutzgebiet umfasst das Belchen-Massiv zwischen Böllen, Aitern und Wieden. Es liegt im Naturraum Hochschwarzwald.

## Landschaftscharakter
Das Schutzgebiet ist durch eine für den Hochschwarzwald charakteristischen Mosaik aus geschlossenen Waldbeständen und offenen, sogenannten Weidfeldern geprägt. Der Gipfel des Belchen auf 1414,2 m ü. NHN ist waldfrei. Auch in den Talsohlen von Dietschenbachtal und Hinterstgrundbachtal gibt es größere Grünlandflächen. Ansonsten überwiegt der Waldanteil.

## Zusammenhängende Schutzgebiete
Innerhalb des Naturschutzgebietes gibt es drei Bannwälder (Stutzfels, Stutzfelsen-Erweiterung und Tannenboden) und einen Schonwald (Rollspitz). Das Naturschutzgebiet ist Teil des FFH-Gebiets Belchen und des Vogelschutzgebiets Südschwarzwald und liegt im Naturpark Südschwarzwald. Etwa zwei Drittel des Naturschutzgebiets liegen zudem im Biosphärengebiet Schwarzwald. 